# Сестрински град (Паркови и рекреација)
„Сестрински град” (енгл. Sister City) пета је епизода друге сезоне Паркова и рекреације (енгл. Parks and Recreation), и једанаеста у целини епизода ТВ серије. Првобитно је емитована на каналу НБЦ у САД 15. октобра 2009. У овој епизоди, Лесли поздравља делегацију из Венецуеле.
Епизоду је написао Алан Јанг и режирао коаутор серије Мајкл Шур. У њој се појављује извођач шоа Уживо суботом увече Фред Армисен у гостујућем наступу као Раул, шеф Венецуеланске делегације. Према подацима Нилсенских медијских истраживања, ову епизоду је гледало 4,69 милиона гледалаца, што је пад у односу на претходну недељу. Епизода је добила углавном позитивне критике.

## Прича
Лесли (Ејми Полер) и Понијево одељење за паркове, припремају се за посету званичника парка из Боракуа, збратимљеног града Понија из Венецуеле. Лесли упозорава своје сараднике да ће званичници Венецуеланске владе вероватно бити сиромашни, једноставни људи. Касније долази Венецуеланска делегација, на челу са замеником директора паркова Раулом Алехандром Бастилиом Педром де Велосом де Мораном, Антонио, Џони и Елвис. Одмах долази до културних сукоба, као кад су мислили да је Том (Азиз Ансари) слуга, и наредили му да донесе њихове торбе. Они такође погрешно верују да могу да изаберу било коју жену за секс; сви они фаворизују Дону (Рету). Раул и Лесли размењују поклоне током састанка и журке, где се Раул и Венецуеланци понижавајуће опходе према становницима Понија, праве увредљиве напомене о граду и исмевају се поклонима које им Лесли даје. Они настављају да издају наређења Тому, који их следи, јер му дају велике новчане напојнице.
Венецуелански приправник Џони (ХК Гонзалез) заљубљује се у Ејприл Ладгејт (Обри Плаза), која га уверава да је утицајна и веома моћна. Џони се лудо заљубио у Ејприл и послао је своје возило да је довезе, али она користи ауто да иде у биоскоп са својим пријатељима. У међувремену, Лесли саопштава Венецуеланцима да жели да прикупи 35.000 долара за попуну јаме да би се направио парк. Раул и његове колеге почињу да се смеју, говорећи јој да имају толико новца од нафте, да могу да изграде шта год желе. Лесли, коју све више иритирају Венецуеланци, одлучује да их одведе у најлепши парк Понија, у нади да ће их импресионирати. Уместо тога, они су згрожени, а Раул мисли да је тај парк горе поменута јаму. Лесли их касније води на јавни састанак како би им показала демократију у акцији, међутим сви грађани вичу на Лесли и упућују јој љутита и зловољна питањима. Неимпресионирани Раул пита где су наоружани стражари да одведу демонстранте у затвор. Када је Раул рекао Лесли да они живе као краљеви у Венецуели и да ником не полажу рачуне, она је пукла од беса, вређајући њихове униформе и Уга Чавеза. Унеспокојени Венецуеланци љутито одлазе.
Лесли сазива састанак и извињава се Раулу, који се исто тако извињава и нуди Лесли чек на 35.000 долара за попуњавање јаме. Лесли се нелагодно осећа свесна да то може да буде „прљав новац”, али прихвата. Током каснијег фотографисања, Раул подешава видео камеру и тражи да Лесли каже „живела Венецуела” и „живео Чавез”. Против своје воље, Лесли нерадо то чини. Када Раул почне да говори шпански пред камером, Лесли тражи од Ејприл да преведе, и сазнаје да Раул дискутује свој „Комитет за понижавање и осрамоћивање Америке”. Разључена Лесли цепа чек на 35.000 долара и извикује „живела Америка”, што је подстакло Раула да прогласи да Пони више није њихов сестрински град и да бесно оде. Лесли инсистира да ће прикупити новац за изградњу парка без њих, док Том, инспирисан њеним примером, тајно ставља сав новац од напојница које су му Венецуеланци дали у донацијску теглу за изградњу парка. Ова епизода се завршава тако што Лесли и Том касније добијају видео снимак од Ејприл, у коме им саопштава да су она и Дона на одмору са Џонијем (ХК Гонзалезом) у његовој Венецуеланској палати, коју чувају наоружани стражари.

## Производња
Епизоду „Сестрински град” је написао Алан Јанг, а режирао ју је Мајкл Шур. У епизоди се појављује комичар Фред Армисен у гостујућем наступу као Раул, заменик директора Венецуеланске управе паркова. Армисен је био члан НБЦ-ове комичне емисије Суботом увече уживо, где је раније радио са глумицом Полер и писцем Шуром. Армисен је и пре тога играо Венецуеланске ликове, и претходно је имитирао председника Уга Чавеза на свом шоу. Арменс је изјавио да је ушао у лик размишљајући о свом ујаку, који је из Венецуеле. Он је исто тако рекао да то није била тешка улога, јер је „униформа највећи део шале”. Она се састојала од јакне у војном стилу са медаљама, црвеном беретом и ешарпе у бојама заставе Венецуеле. Униформа је укључивала и фиктивни брош који је дизајнирао Шур, који је садржао слику Чавеза са митраљезима, нафтним торњем, лавом и папагајем.
Шур је рекао о заплету епизоде: „Они су веома збуњени зато што је влада у Венецуели тако моћна. Њихово одељење за паркове путује са војним пратњом, моторним колима и другим стварима. Они имају сав новац на свету због своје нафте, и они (не разумеју) зашто је Одељење за паркове Понија тако ништавно.” Љубитељ Паркова и рекреације од њеног оснивања, Армисен је рекао да се он смејао док је читао сценарио, и да му је био још смешнији током првог читања са глумцима. После рада са Армисеном, Рашида Џонес га је описао као „једног од најсмешнијих људи на планети”.
У року од недељу дана од првобитног емитовања, три избрисане сцене из „Сестринског града” су постављене на званичном сајту Паркова и рекреације. У првом снимку од 100 секунди, Рон говори о својој мржњи према социјализму, а Раул каже да се плаши Рона због његових бркова, који према његовим речима чине да се „најежи од страха” (у више наврата изговарајући реч „бркови”). У другом, једноминутном снимку, Раул расправља о медаљама које је добио за своја достигнућа везана за паркове, укључујући „уклањање људи који држе говоре у парковима”, „организовање смећа, тако да оно није свуда около” и „гледање лишћа”. У трећем снимку од 100 секунди, Раул и Венецуеланци питају зашто Лесли нема огромну слику себе у уљу на платну у својој канцеларији. Након своје последње расправе са Лесли, Том одбија да следи Раулову наредбу да му отвори врата, а Раул има проблема да их отвори, јер „прошло је доста времена од када сам то урадио”.

## Културне референце
„Сестрински град” је у основи приказо Чавеза и његову социјалистичку идеологију у негативном светлу. Сценарио приказује Венецуеланце, као омаловажавајуће и презирне према Американцима. Они су у више наврата тврдили да су Пони и САД инфериорни у односу на моћ и сјај, на које су они навикли у Венецуели. Њихов негативан став према Американцима, посебно долази до изражаја у имену њихове делегације, Комитет за понижавање и осрамоћивање Америке, као и у изјави једног од делегата, „Ово није лично. Ми само мислимо да сте слаби и да је ваш град је одвратан.”
Говорећи о томе колико телевизијских канала добија у Венецуели, Раул је рекао да он већ зна ко ће победити у Пројекту подијум, модном ријалити телевизијском шоу на Браво мрежи. У настојању да одржи свој спокој док је суочена са увредама Венецуеланаца, Лесли је изјавила да она следи пример државног секретара САД Хилари Клинтон, у коју је рекла да, „Нико не прима ударац као она. Она је најјача, најпаметнија врећа за ударање на свету.” Раул је рекао да његов град исто тако има сестрињске односе са градом Кесонг у Северној Кореји, за који је рекао да је „далеко лепши” од Понија.

## Пријем
Постоји нешто заиста посебно у гледању како шоу - нарочито онај на кога сте навикли - почиње да се формира, учи из својих грешака и прераста у импресивних и потпуно задовољавајућих пола сата телевизије. Рећи ћу само ово: „Паркови и рекреација” је тренутно најбоља комедија на НБЦ-у.

 — Хенинг Фог,
Забава недељно
У свом оригиналном америчком емитовању 15. октобар 2009, „Сестрински град” је видело 4,69 милиона гледалаца, према подацима компаније Нилсенска медијска истраживања. То је био пад у односу на епизоду из претходне недеље, „Састанак за праксу”. „Сестрински град” је добио оцену 2.0 рејтинг/6 удео међу гледаоцима узраста између 18 и 49 година. Епизода је добила углавном позитивне критике. Писац часописа Забава недељно Хенинг Фог је рекао да је „Сестрински град” наставила тренд изврсности у другој сезони, који је установио Паркове и рекреацију као најбољу комедију НБЦ-а. Фог је изјавио да је ова епизода исто тако даље проширила ликове, показујући да Лесли није потпуни слабић и да је Том драга особа.
Писац са сајта Salon.com Хедер Хаврилески назвао је епизоду „тренутним класиком”, и посебно је похвалила гостујуће извођење Фреда Армисена. Она је рекла да је овој епизоди „ишла на руку растућа склоност писаца овог шоа да сатирично покривају све од политичких скандала, до бангавих локалних догађаја”. Алан Сепинвол из Стар-ледгера је рекао да је то била „још једна јака представа” и Леслијев лик постаје све мање изгубљен и све више тродимензионалан. Роберт Филпот из Форт Ворт стар телеграма сматра да емисија још увек превише подсећа на серију У канцеларији, али и то да је „Сестрински град” „показала да Паркови и Рекреација могу бити једнаки Канцеларији до комичне нелагодности”. Фаулер из IGN је изјавио да је антиамерички сентимент који је демонстрирала Венецуеланска делегација „био чудан преокрет, који није био потпуно истрошен, иако се дошло близо тога”. Фаулер је посебно похвалио Армисена, за кога је рекао да ризикује да засени регуларну поставу, и сардонску комедију Плаже. Нису сви коментари били позитивни. Писац А.В. клуба Леонард Пирс, који је изјавио да сматра да је друга сезона била одлична до сада, описао је „Сестрински град” као „најслабију епизоду сезоне, а можда и серије”. Пирс је назвао политички подтекст „незграпним”, хумор је био прекомерно пренаглашен, и епизода је испаштала од одсуства већине подржавајуће екипе.
Серија је била номинована за 11 награда Еми (укључујући и најбољу комедију 2011. године) и 4 Златна глобуса. Полерова је за улогу Лесли Ноуп освојила Златни глобус за најбољу главну женску улогу у хумористичкој серији, а била је номинована и за 5 Емија и награду Удружења глумаца у истој категорији. Године 2012. серија Паркови и рекреација нашла се на листи 10 најбољих телевизијских програма по избору Америчог Филмског института и на врху Тајмове листе најбољих телевизијских серија. У Србији серију је 2016. године емитовала Радио-телевизија Војводине.

## DVD издање
„Сестрински град”, заједно са 23 епизоде из друге сезоне Паркова и рекреације, била је издата на сету од четири DVD диска у САД 30. новембра 2010. године. У DVD су укључене избрисане сцене за сваку епизоду. Такође је обухваћена и коментарски за „Сестрински град” са Ејми Полер, Фредом Армисен, Аланом Јангом и Мајклом Шуром.